# Mr. & Mrs. Smith (serie de televisión)
Mr. & Mrs. Smith es una serie de televisión de espías estadounidense creada por Francesca Sloane y Donald Glover y estrenada el 2 de febrero de 2024. Está inspirada en la película homónima de 2005 y protagonizada por Glover y Maya Erskine, en el papel de dos espías desconocidos que deben vivir de incógnito como un matrimonio con los nombres ficticios de John y Jane Smith.

## Elenco

### Principal

#### Temporada 1
- Donald Glover como John Smith / Michael
- Maya Erskine como Jane Smith / Alana

#### Temporada 2
- Mark Eydelshteyn como Mr. Smith
- Sophie Thatcher como Mrs. Smith

### Actores episódicos

#### Temporada 1
- Alexander Skarsgård como el primer otro John
- Eiza González como primer otra Jane
- Paul Dano como Harris Materbach
- John Turturro como Eric Shane
- Sharon Horgan como Gavol Martin
- Billy Campbell como Parker Martin
- Sarah Paulson como la terapista
- Parker Posey como segunda otra Jane
- Úrsula Corberó como Runi
- Wagner Moura como segundo otro John
- Ron Perlman como Toby Hellinger
- Michaela Coel como Bev

## Crítica
La serie recibió críticas positivas, que elogiaron especialmente las actuaciones y la química entre Glover y Erskine. Recibió 16 nominaciones a los premios Primetime Emmy por su primera temporada, incluidas nominaciones a Mejor serie dramática, Mejor actor principal para Glover, Mejor actriz principal para Erskine y cinco nominaciones a la interpretación para algunos de los invitados destacados.
El sitio web de recopilación de reseñas Rotten Tomatoes informó un índice de aprobación del 91%, con una calificación promedio de 7.6/10, basada en 119 críticas. El consenso de los críticos del sitio web dice: "Basándose en la premisa básica de su material original, Mr. & Mrs. Smith basa sus travesuras de espías en un drama de relaciones alimentado por la química entre sus encantadores protagonistas".  
En Metacritic, la serie tiene una puntuación promedio ponderada de 76 sobre 100, basada en 38 críticos, lo que indica "críticas generalmente favorables".

### Audiencia
Según datos de Prime Video de 2024, la serie fue uno de los cinco mejores estrenos de la plataforma en cuanto audiencia en los Estados Unidos.